# Konstantine Morozov
Konstantine Petrovitch Morozov (en ukrainien : Костянтин Петрович Морозов, né le 3 juin 1944 à Brianka) est un général ukrainien qui occupait le poste de ministre de la défense et d'ambassadeur d'Ukraine.

## Biographie

### Carrière politique
Il fut  Ministère de la Défense en 1991 à 1993 puis ambassadeur en Iran en 200 et 2001 et à l'OTAN de 2005 à 2007.